# Christina Hart
Pour les articles homonymes, voir Hart.
Christina Hart est une actrice américaine née le 21 juillet 1949 à Lock Haven.

## Biographie
Elle débute à la télévision en 1958.
Elle est mariée à l'acteur Frank Doubleday, elle a deux filles : Portia Doubleday et Kaitlin Doubleday.

## Filmographie
Cinéma
- 1969 : The Stewardesses : Samantha
- 1970 : The Woman and Bloody Terror : Karen Washington
- 1971 : Red Sky at Morning : Velva Mae Cloyd
- 1973 : The Roommates : Paula
- 1973 : Le Détraqué (The Mad Bomber) : Fromley's Victim
- 1973 : Tuez Charley Varrick ! : Jana
- 1974 : The Bunny Caper (Games Girls Play ou Sex Play) : Bunny O'Hara
- 1975 : The Daughters of Joshua Cabe Return : Charity
- 1975 : The Runaway Barge : Reba Washburn
- 1975 : Keep Off My Grass!
- 1975 : Johnny Firecloud : June
- 1976 : Addie and the King of Hearts : Kathleen Tate
- 1977 : Dead of Night : Helen
- 1978 : Mean Dog Blues : Gloria Kinsman
- 1980 : The Night the City Screamed : Woman in Elevator
- 1981 : The Sophisticated Gents : Gerda
- 1982 : Hear No Evil : Sheila Green
- 1986 : The Check Is in the Mail... : Janet

Télévision
- 1972 : L'Homme de fer : Jan Ritter
- 1972 : The Bold Ones: The New Doctors : Jan Ritter
- 1974 : Can Ellen Be Saved? : Mary
- 1974 : Shazam! : Holly
- 1974 : The Rookies : Lorna Marsh
- 1974 : Petrocelli : Niki James
- 1974-1976 : Happy Days : Carole Actman/Kitty
- 1975 : The Odd Couple : Susan
- 1975 : The Texas Wheelers : la bibliothécaire
- 1976 : The Blue Knight : Kiki
- 1976 : Bert D'Angelo/Superstar
- 1976 : Helter Skelter : Patricia "Katie" Krenwinkel
- 1976 : Drôles de dames : Billie
- 1976-1978 : Barnaby Jones : Amanda/Jenna Smith
- 1977 : C.P.O. Sharkey : Helen
- 1977 : L'Homme qui valait trois milliards : Margaret
- 1977 : Le Voyage extraordinaire : Gwenith
- 1977 : Les Rues de San Francisco : Nancy Telson
- 1977 : Hawaï police d'État : Chris Harmon
- 1977-1981 : Three's Company : Francesca Angelino/Karen
- 1978 : David Cassidy: Man Under Cover : Bobbi
- 1979 : L'Incroyable Hulk : Cassie Floyd
- 1979 : The Runaways : Jeanne Norris
- 1979 : Detective School : Yolanda
- 1980 : B.J. and the Bear : Janet Lockwood
- 1981 : La croisière s'amuse : Cindy Sterling
- 1981 : Dynastie : Bedelia
- 1982 : Chips
- 1982 : Simon et Simon : Stewardess April
- 1985 : Supercopter : Mrs. Cove
- 1989 : Arabesque : sœur Maria